# Waddesdon Manor
Waddesdon Manor er et engelsk country house, der ligger i landsbyen Waddesdon, i Buckinghamshire, England. Det er ejet af National Trust og drives af Rothschild Foundation. Med over 463.000 besøgende i 2019 er det en af National Trusts mest besøgte ejedomme.
Bygningen, der er listed building af første grad, er opført i nyrenæssancestil som et fransk château mellem 1874 og 1889 til Baron Ferdinand de Rothschild (1839–1898) som et weekendresidens og til at huse hans samling af kunst og antikviteter. Herregården er siden gået i arv igennem flere generationer af Rothschild-familien, og samlingen på stedet er siden vokset og er i dag blandt de mest sjældne og værdfulde i verden. I 1957 skænkede James de Rothschild bygningen med indhold til National Trust, og åbnede huset og haverne til gavn for offentligheden. Familien som skænkede bygningen til National Trust driver den stadig, hvilket er udsævanligt for listed buildings af første grad. Rothschild Foundation, hvis formand er Jacob Rothschild, 4. Baron Rothschild, styrer den daglige drift og fortsætter med at investere i Waddesdon, hvilket gør at det til en hvis grad stadig et et levende residens.
Waddesdon Manor ligger i Aylesbury Vale, omkring 10,6 km vest for Aylesbury. Waddesdon Manor vandt Visit England's Large Visitor Attraction of the Year i 2017.